# Costermano
Costermano é uma comuna italiana da região do Vêneto, província de Verona, com cerca de 2.986 habitantes. Estende-se por uma área de 16,93 km², tendo uma densidade populacional de 187 hab/km². Faz fronteira com Affi, Bardolino, Caprino Veronese, Garda, Rivoli Veronese, San Zeno di Montagna, Torri del Benaco.

## Demografia
| Variação demográfica do município entre 1861 e 2011                               |
|                                                                                   |
| Fonte: Istituto Nazionale di Statistica (ISTAT) - Elaboração gráfica da Wikipedia |